# Oostvleteren
Oostvleteren is een dorp in de Belgische provincie West-Vlaanderen en een deelgemeente van Vleteren. De kern Oostvleteren ligt in het noorden van de gemeente. Helemaal in het noorden van Oostvleteren ligt het kleine gehuchtje Elzendamme, langs de IJzer. Oostvleteren was een zelfstandige gemeente tot aan de gemeentelijke herindeling van 1977.
De dorpskern van Oostvleteren ligt iets ten oosten van de huidige verbindingsweg N8 en is geleidelijk in oostelijke richting langs de weg Westvleteren-Reninge uitgegroeid.

## Geschiedenis
Vleteren werd voor het eerst vermeld in 806, als Fletrinum. In 1076 werd Vleteren verdeeld in twee parochies: Westvleteren en Oostvleteren.
Er lagen op het grondgebied van Oostvleteren twee heerlijkheden: Vleterna en Ten Broucke. Ten Broucke was onder andere in bezit van de familie Van Haveskerke. In 1571 werd Filips van Sint-Aldegonde heer van Oostvleteren.

## Demografische ontwikkeling
- Bronnen:NIS, Opm:1831 tot en met 1970=volkstellingen; 1976 = inwoneraantal op 31 december

## Bezienswaardigheden
- De parochie en kerk zijn genoemd naar Sint-Amatus. Het is de enige Belgische parochie met deze patroonheilige. De laatgotische Sint-Amatuskerk dateert uit de 15de eeuw en bevatte nog oudere delen. In 1977 werd de kerk door een brand vernield maar heropgebouwd.
- De Meestersmolen, een houten staakmolen uit omstreeks 1760, oorspronkelijk gebouwd te Gijverinkhove en in 1973 ontmanteld, gerestaureerd en opnieuw opgebouwd te Oostvleteren.
- Buiten het centrum ligt De Zonnegloed, een kleine dierentuin.
- Diverse bunkers, door de geallieerden opgericht tijdens de Eerste Wereldoorlog.

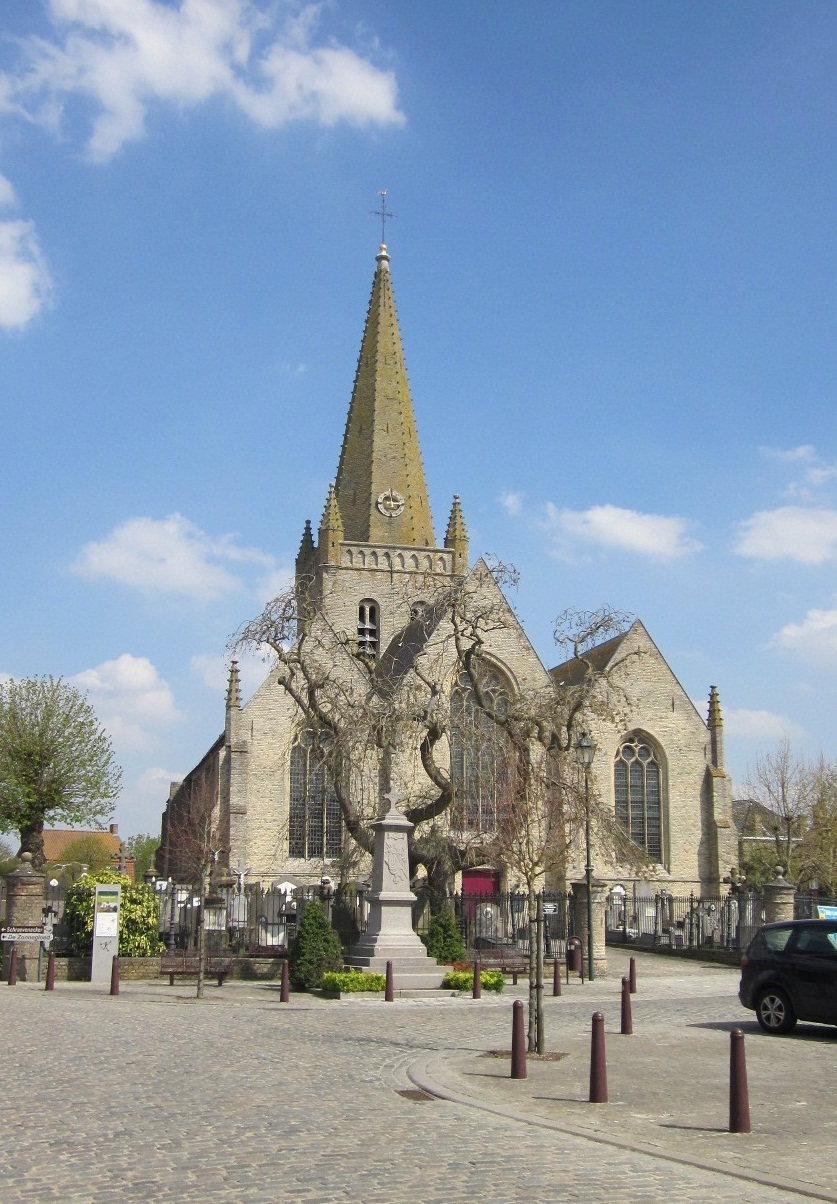
Sint-Amatuskerk

## Natuur en landschap
Oostvleteren ligt op de grens van de IJzerpolders en Zandlemig Vlaanderen. Ten westen van Oostvleteren loopt de Poperingevaart die ten noordwesten van de kom, bij Elzendamme, in de IJzer uitmondt. De hoogte van de kom bedraagt ongeveer 5 meter.

## Politiek
Oostvleteren had een eigen gemeentebestuur en burgemeester tot de fusie van 1977. Burgemeesters waren:
- 1796-1799: Pierre François Maieur
- 1799-1800: Jean Pillaert (agent municipal)
- 1800-1804: Jean Pillaert (1800: dienstdoend)
- 1804-1815: Jean Philippe Hopsomer
- 1815-1820: Pierre Albert Marlyn
- 1820-1825: Albert Victor Maieur (1820: dienstdoend)
- 1825-1830: Joannes Baptiste Ignatius Lambin
- 1830-1859: Joannes Baptiste Criem
  - 1859-1861: Carolus Ludovicus De Puydt (dienstdoend)
- 1861-1867: Josephus Benedictus Poupart
  - 1868-1869: Carolus Ludovicus De Puydt (dienstdoend)
- 1870-1884: Carolus Ludovicus Decroos
  - 1884: Amandus Ludovicus Dequeker (dienstdoend)
- 1884-1897: Remi Louis Marie De Boo
  - 1897: Charles Vandenberghe (dienstdoend)
  - 1897: Eduard Verfaillie (dienstdoend)
- 1897-1900: Charles Vandenberghe
- 1900-1903: Remi Louis Marie De Boo
- 1903-1906: Emilius Augustus Cornelis Decroos (1903: dienstdoend)
- 1906-1910: Charles Vandenberghe (1906-1908: dienstdoend)
  - 1910-1911: Eduard Verfaillie
- 1911-1940: Achiel Garmyn (1911: dienstdoend)
  - 1940-1941: Jules Decroos (dienstdoend)
- 1941-1944: Omer Dehaene
- 1944-1946: Achiel Garmyn
  - 1947: Hector Gesquiere
- 1947-1959: Maria Smis
- 1959-1976: René De Meester

## Nabijgelegen kernen
Westvleteren, Hoogstade, Reninge, Woesten
Deelgemeenten: Oostvleteren · Westvleteren · Woesten

Gehuchten: Elzendamme

Belgische gemeenten · Arrondissement Ieper · West-Vlaanderen · Vlaanderen